# Anaktuvuk Pass
Anaktuvuk Pass ist eine Stadt und ein Gebirgspass im North Slope Borough in Alaska in den Vereinigten Staaten. Das U.S. Census Bureau hat bei der Volkszählung 2020 eine Einwohnerzahl von 425 ermittelt.

## Geografie
Anaktuvuk Pass liegt zwischen dem Anaktuvuk River und dem John River im Gates-of-the-Arctic-Nationalpark im Zentrum der Brookskette (englisch Brooks Range). In der Gegend herrscht ein kontinentales Klima mit höhenbedingt kalten Sommern.

## Geschichte
Das Gebiet wurde von dem Eskimo-Stamm der Nunamiut besiedelt, die in den 1920er-Jahren nach dem durch den Einfluss der westlichen Zivilisation hervorgerufenen kulturellen Wandel die Brookskette verließen. 1938 kehrten jedoch mehrere Nunamiut-Familien von der Küste in die Berge der Brookskette zurück. Die Siedlung fand bald Anklang bei vielen anderen Nunamiut, die sich in der Gegend niederließen. 1959 wurde Anaktuvuk Pass als City inkorporiert. Eine Kirche der Presbyterianer wurde 1966 gebaut. 

## Demografie
Zum Zeitpunkt der Volkszählung im Jahre 2000 (U.S. Census 2000) hatte Anaktuvuk Pass 282 Einwohner auf einer Landfläche von 12,4 km². Das Durchschnittsalter betrug 25,7 Jahre (nationaler Durchschnitt der USA: 35,3 Jahre). Das Pro-Kopf-Einkommen (engl. per capita income) lag bei US-Dollar 15.283 (nationaler Durchschnitt der USA: US-Dollar 21.587). 4,4 % der Einwohner lagen mit ihrem Einkommen unter der Armutsgrenze (nationaler Durchschnitt der USA: 12,4 %). 88,3 % der Einwohner von Anaktuvuk Pass sind Nachkommen der Ureinwohner Alaskas, die in dem bundesweit anerkannten Indianerreservat Village of Anaktuvuk Pass leben.

## Wirtschaft und Infrastruktur
Bedingt durch die Isolation des Gebietes gibt es nur wenig Arbeitsmöglichkeiten in Anaktuvuk Pass. Die Einwohner ernähren sich hauptsächlich von Karibu-Fleisch und stellen traditionelle Karibu-Hautmasken oder Karibu-Kleidung her. Einige Einwohner gehen außerhalb der Stadt saisonaler Arbeit nach. In Anaktuvuk Pass befindet sich ein bekannter Flughafen, der Anaktuvuk Pass Airport, der die ganzjährige Erreichbarkeit der Stadt auf dem Luftweg sicherstellt. Auf einer öffentlichen Straße ist Anaktuvuk Pass nicht zu erreichen. Für den lokalen Transport werden Schneemobile genutzt.

## Weiterführende Literatur
- Cline, Michael S. Tannik School: The Impact of Education on the Eskimos of Anaktuvuk Pass. Anchorage: Alaska Methodist University Press, 1975. (englisch)
- Gubser, Nicholas J. The Nunamiut Eskimos, Hunters of Caribou. New Haven: Yale University Press, 1965. (englisch)